# Acre (brazilska savezna država)
Acre je jedna od 26 brazilskih država na zapadu bazena Amazone, uz granicu s Peruom i Bolivijom. Prostire se na preko 150,000 tisuća četvornih kilometara, i gotovo je čitava prekrivena tropskom kišnom šumom (selvas) i rijetko naseljena; 557,226 stanovnika (2000.). Gotovo čitavo stanovništvo koncentrirano je oko dva grada: Rio Branco i Cruzeiro do Sul. Ona je dva puta veća od Austrije, i dvije trećine se nalazi na visini između 200 i 300 metara nad morem. Na planinskom lancu Serra da Contamana najviši je vrh visok 609 metara. Klima je vlažna i zemlja bogata tropskim drvećem, a ekonomski je najvažnije Hevea Brasiliensi ("seringueiras") od čijega soka sakupljači -'seringueiros' prave sirovinu za proizvodnju gume. Najvažniji lokaliteti ovoga drveta nalaze se u Acri uz rijeku Purus.  
Luiz Galvez Rodrigues de Arias predvodi 1899. – 1900. ekspediciju na područje Acre radi kontrole koju je htjela i Bolivija, te se 14. 7. 1899. proglasio i predsjednikom republike Acre, koja je skončala u ožujku 1900. Acre ipak postaje dio Bolivije sve do 1903., a nakon secesionističkog rata proglašava se (1904.) brazilskim teritorijem. 

## Općine (municipios)
Država Acre sastoji se od 22 općine: Acrelândia; Assis Brasil; Brasiléia; Bujari; Capixaba; Cruzeiro do Sul; Epitaciolândia; Feijó; Jordão; Mâncio Lima; Manoel Urbano; Marechal Thaumaturgo; Plácido de Castro; Porto Acre; Porto Walter; Rio Branco; Rodrigues Alves; Santa Rosa do Purus; Sena Madureira; Senador Guiomard; Tarauacá; Xapuri.

## Stanovništvo
Domorodačko indijansko stanovništvo, poglavito Panoan-govornici, locirano je uz doline rijeka gdje mnogi žive po rezervatima. Glavne skupine su Jaminawa, Ashaninka, Shanenawa, Katukina, Yawanawá, Nukini, Arara, i Poyanawa. Oni su danas pod velikim utjecajem brazilskog društva, a neki rade i kao sakupljači gume. 

### Popis domorodačkih plemena
Amawáka, Amena-Diapá, Amoeca, Arara (Panoan), Araráwa, Iawano (Iawavo), Kampa, Kanamari, Kapanawa, Kapechene, Katianá, Katukina do Acre (Wanináwa, Shanenawa), Katukinarú, Kaxinawá, Kontanawa, Koronáwa, Kujijener, Kulina, Kuria, Kuyanawa, Mainãna, Mainawa, Manitenéri, Marinawa, Mastanáua, Maxinéri, Nukuini, Pakanawa, Papavô, Poyanawa, Remo, Runanawa, Sakuya, Simarunan, Sumaniry, Tawarí, Tukurina, Tuxináwa, Xanináwa, Xanindaua, Xipináwa, Yaminawa, Yauavó, Yauei, Yawanawá, Yunbanáwa, Yura.

## Vanjske poveznice
- The state of Acre
- Estado do Acre  Arhivirana inačica izvorne stranice od 13. srpnja 2006. (Wayback Machine)